# Опетци
Опетци су насељено мјесто у општини Сребреница, Република Српска, БиХ. Према попису становништва из 1991. у насељу је живјело 185 становника.

## Становништво
| Демографија | Демографија | Демографија |
| Година      | Становника  | Становника  |
| ----------- | ----------- | ----------- |
| 1948.       | 111         |             |
| 1953.       | 116         |             |
| 1961.       | 138         |             |
| 1971.       | 189         |             |
| 1981.       | 186         |             |
| 1991.       | 186         |             |
| 2013.       | 116         |             |